# Новоабзаново
Новоабза́ново (рос. Новоабзаново, башк. Яңы Абзан) — присілок (в минулому селище) у складі Благоварського району Башкортостану, Росія. Входить до складу Кучербаєвської сільської ради.
Населення — 132 особи (2010; 119 в 2002).
Національний склад:
- башкири — 83 %